# Pierdomenico Baccalario

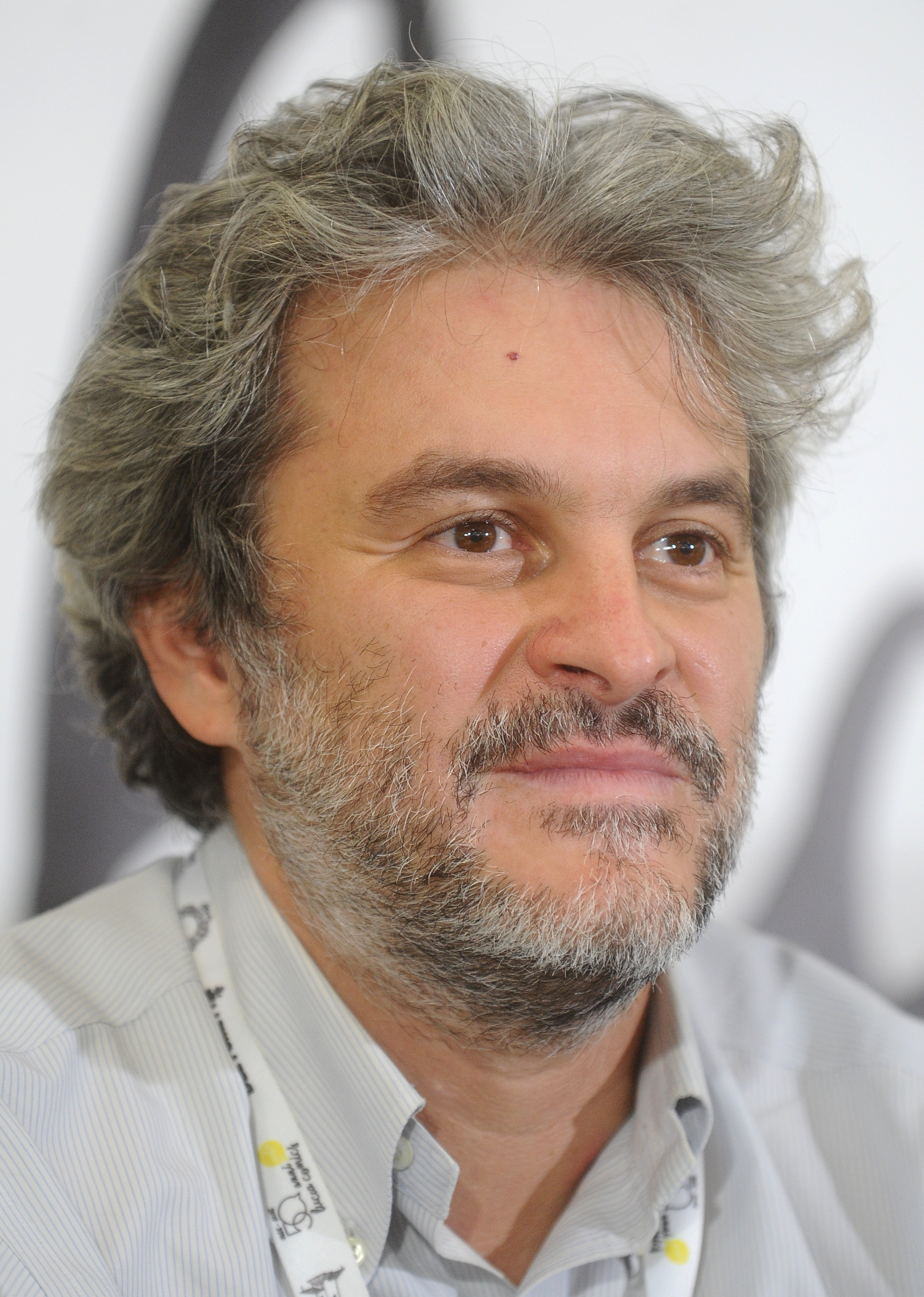
Pierdomenico Baccalario 2016

Pierdomenico Baccalario (* 6. März 1974 in Acqui Terme) ist ein italienischer Kinder- und Jugendbuchautor.
Er studierte zunächst Jura, bevor er sich dem Journalismus und dem Schreiben von Büchern zuwandte, die in über 25 Sprachen übersetzt wurden. Er schreibt spannende Fantasybücher, Abenteuer- und Kriminalgeschichten für Kinder und Jugendliche. Erfolgreich ist seine Fantasy-Serie für Kinder „Ulysses Moore“, erschienen im Coppenrath Verlag Münster, von der bisher 12 Bände erschienen und in viele Sprachen übersetzt worden sind.

## Werke

### Century
1. Der Ring des Feuers. Baumhaus, Köln 2008
2. Der Stern aus Stein. Baumhaus, Köln 2009, ISBN 978-3-8339-3202-1
3. Die Stadt des Windes. Baumhaus, Köln 2010, ISBN 978-3-8339-3203-8
4. Der Weg zur Quelle. Baumhaus, Köln 2010, ISBN 978-3-8339-3204-5

### Ulysses Moore
1. Staffel:
1. Die Tür zur Zeit. Coppenrath, Münster 2008, ISBN 978-3-8157-7284-3. Italienisch: La porta del tempo (2004)
2. Die Kammer der Pharaonen. Coppenrath, Münster 2008, ISBN 978-3-8157-7709-1. Italienisch: La bottega delle mappe dimenticate (2005)
3. Das Haus der Spiegel. Coppenrath, Münster 2008, ISBN 978-3-8157-9321-3. Italienisch: La casa degli specchi (2005)
4. Die Insel der Masken. Coppenrath, Münster 2009, ISBN 978-3-8157-9468-5. Italienisch: L'isola delle maschere (2006)
5. Die steinernen Wächter. Coppenrath, Münster 2009, ISBN 978-3-8157-9733-4. Italienisch: I guardiani di pietra (2006)
6. Der erste Schlüssel. Coppenrath, Münster 2010, ISBN 978-3-8157-9869-0. Italienisch: La prima chiave (2007)

2. Staffel
1. Das Buch der Traumreisenden. Coppenrath, Münster 2011, ISBN 978-3-8157-5303-3. Italienisch: La città nascosta (2008)
2. Der Herr der Blitze. Coppenrath, Münster 2011, ISBN 978-3-649-60189-0. Italienisch: Il maestro di fulmini (2009)
3. Das Labyrinth der Schatten. Coppenrath, Münster 2012, ISBN 978-3-649-60585-0. Italienisch: Il labirinto d'ombra (2009)
4. Die Stadt im Eis. Coppenrath, Münster 2012, ISBN 978-3-649-61055-7. Italienisch: Il paese di ghiaccio (2010)
5. Der verbrannte Garten. Coppenrath, Münster 2012, ISBN 978-3-649-61152-3. Italienisch: Il giardino di cenere (2010)
6. Die Häfen des Schreckens. Coppenrath, Münster 2012, ISBN 978-3-649-61168-4. Italienisch: Il Club dei Viaggiatori Immaginari (2011)

Ulysses Moore ist seine erfolgreichste Serie.

### Andere Bücher
- Stadt aus Sand. Coppenrath, Münster 2010, ISBN 978-3-596-85391-5.
- Das Volk von Tarkaan. Coppenrath, Münster 2010, ISBN 978-3-8157-5137-4.
- Cyboria-die geheime Stadt. Bastei Lübbe (Baumhaus Taschenbuch) 2012, ISBN 978-3-8432-1041-6.
- Der Zauberladen von Applecross: Das geheime Erbe. Band 1. Coppenrath, Münster 2014, ISBN 978-3-649-61502-6.
- Der Zauberladen von Applecross: Kompass der Träume. Band 2. Coppenrath, 2015, ISBN 978-3649615019.
- mit Alessandro Gatti: Die Geschichte von Flocke und Tropfen / Die Geschichte von Tropfen und Flocke. Bilderbuch, illustriert von Simona Mulazzani. Bohem Press, Zürich 2014, ISBN 978-3-85581-546-3.